# Contea di Novellara e Bagnolo
La contea di Novellara e Bagnolo fu un feudo italiano del Sacro Romano Impero, esistito dal 1501 al 1728 e poi assorbito, dal 1737, all'interno degli Stati Estensi. In precedenza, dal 1371, la signoria di Novellara e Bagnolo era esistita come piccola campagine statuale di natura giuridica imprecisata, creata dal ramo collaterale dei Gonzaga detto appunto di Novellara e Bagnolo, che ne mantenne la guida per circa tre secoli e mezzo, accordando, durante il Rinascimento, munifica protezione ad artisti e letterati.

## Storia

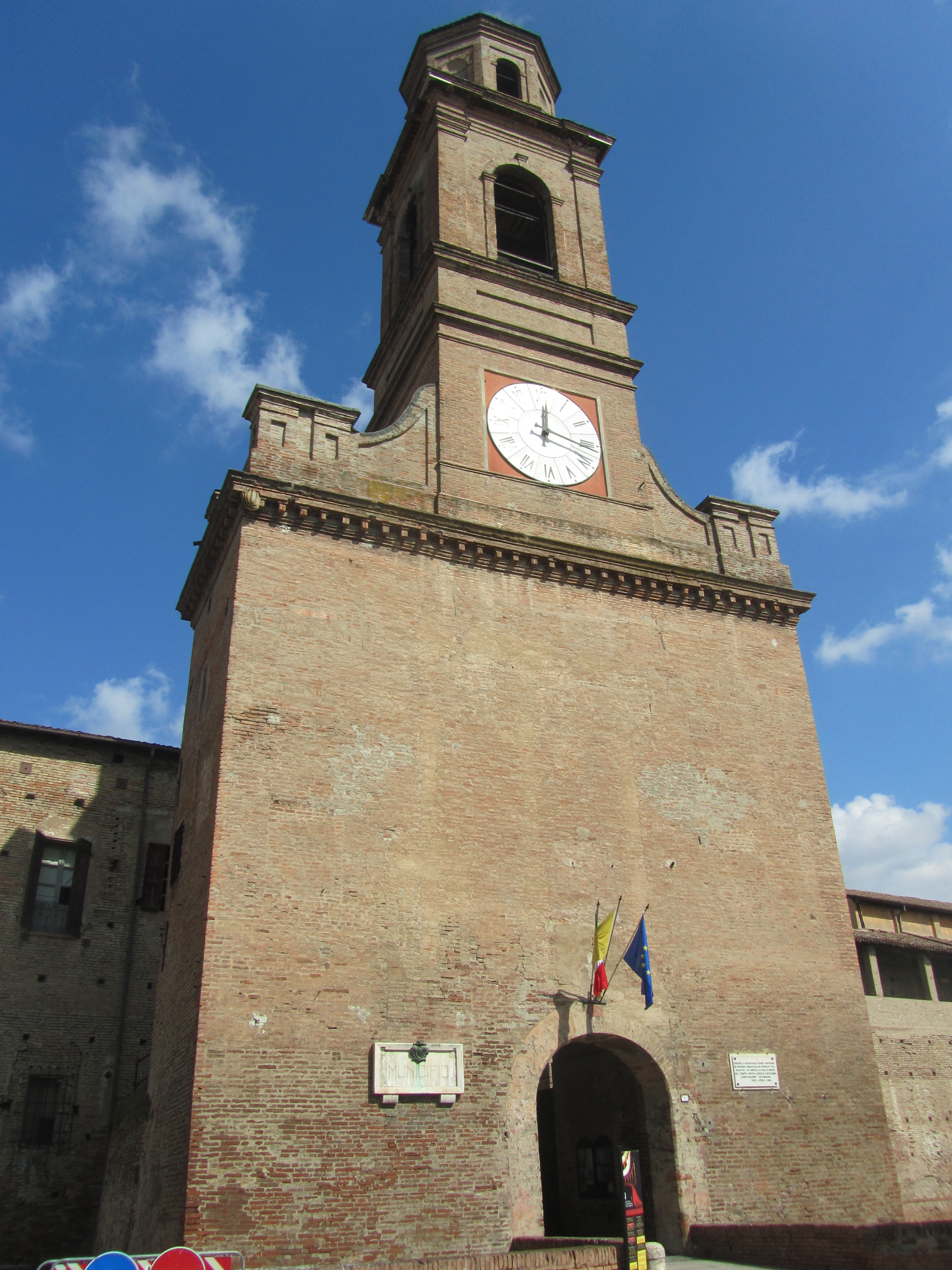
La rocca di Novellara

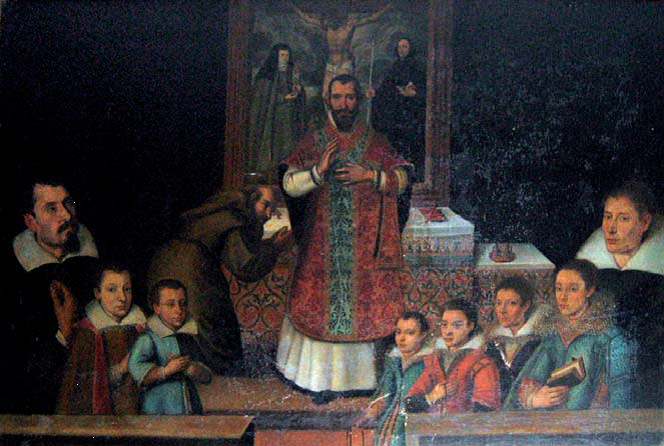
Ritratto della famiglia comitale Gonzaga da Novellara

Il 17 maggio 1371, Feltrino Gonzaga, signore di Reggio e capo della lega anti-Visconti, dopo essere stato sconfitto, fu costretto a vendere la città ed il contado a Bernabò Visconti per 50.000 fiorini d'oro. I Gonzaga, ormai sul lastrico, si rifugiarono in un piccolo feudo, posto a cavallo tra Reggio e la signoria di Mantova, che si erano riservati per sé. Tuttavia Feltrino non si recò mai nel suo nuovo, piccolo stato e qualche anno dopo, nel 1374, morì in condizioni di miseria estrema a Padova.
Gli succedette il figlio Guido, il quale procedette subito all'edificazione della rocca di Novellara, ma le casse dello stato erano talmente vuote che si poterono costruire solamente le fondamenta. La signoria di Novellara e Bagnolo traeva grandi profitti dai dazi posti lungo le strade ed canali che collegavano Reggio al Po e bloccando di fatto i commerci tra la città emiliana, Mantova e Venezia. La signoria basava la sua indipendenza soprattutto sul servizio militare svolto dalla maggior parte dei discendenti maschi. I Gonzaga di Novellara si arruolavano nell'esercito imperiale, (la linea principale dei primogeniti) e anche nelle truppe francesi come in quelle pontificie.
Poiché nelle successioni gonzaghesche dell'epoca non veniva applicato il principio della primogenitura, nei decenni successivi sorsero notevoli conflitti tra i successori di Feltrino sulle forme di spartizione del governo della signoria e, per brevi periodi, questa rimase anche divisa in due, tra Novellara e Bagnolo.
La prima spartizione si verificò nel 1399 alla morte di Guido, tra i suoi figli Giacomo e Feltrino II, ma fu presto superata per l'estinzione della linea familiare di quest'ultimo, nel 1456, quando il governo fu riunificato nelle mani dei due figli di Giacomo, Francesco I e Giorgio, i quali condivisero pacificamente il governo per oltre quarant'anni.
La situazione tornò però a inasprirsi nell'ultimo decennio del 1400 tra il figlio di Francesco I, Giampietro e i suoi cugini, figli di Giorgio. Questi ultimi inizialmente riconobbero il primo come capo della famiglia, ma in seguito, approfittando della sua assenza e contro la volontà di uno di loro, presero con la forza il controllo di Bagnolo, spezzando quindi di nuovo l'unità della signoria.
Per rendere indiscusso il suo diritto al governo di Novellara, Giampietro chiese allora la trasformazione del suo piccolo stato in feudo imperiale e ottenne dall'imperatore Massimiliano I, per sé e per i suoi discendenti maschi, l'investitura a conte di Novellara, con diploma imperiale in data 7 luglio 1501.
I cugini rimasero a Bagnolo fino al 1509, quando vennero deposti e cacciati dalle truppe papali che invasero il loro territorio durante la guerra della Lega di Cambrai. L'anno seguente Giampietro riacquistò a caro prezzo il territorio stesso, riunendolo definitivamente nella contea di Novellara e Bagnolo, che rimase ai suoi discendenti per oltre due secoli.
Nel 1533, i nipoti di Giampietro, Francesco II, Camillo I e Alfonso I, contestualmente con l'atto di investitura congiunta insieme allo zio ecclesiastico Giulio Cesare, furono autorizzati a coniare moneta dall'imperatore Carlo V e l'officina operò fino al 1678: il conte Alfonso II fu l'unico ad avere impresso il suo ritratto sulle monete. Sempre nel Cinquecento la rocca, da possente fortilizio, fu trasformata in elegante dimora signorile con raffinata corte.
Presso la residenza comitale trovarono rifugio ed accoglienza artisti, come Lelio Orsi, musicisti e poeti. Inoltre vennero dissodati molti terreni e bonificate le vaste zone paludose e malsane che circondavano Novellara e Bagnolo. 
Con il suo testamento redatto l'8 ottobre 1550, Giulio Cesare introdusse il principio della primogenitura nell'ordinamento della casata, escludendo però dalla successione i figli di Francesco II, in considerazione del carattere sconveniente del matrimonio che questi, contro il parere di tutta la famiglia, aveva contratto per amore l'anno prima con una smonacata priva di dote. Ai fini della successione nella contea di Novellara e Bagnolo, fu quindi istituito come futuro erede unico, suo e dei nipoti – sempre purché nato da madre nobile – il primogenito di Camillo I o, in caso di sua premorienza, i suoi fratelli maschi in ordine di nascita. In assenza di discendenza di Camillo I, la successione sarebbe andata, seguendo gli stessi principi, a quella di Alfonso I. Memore delle passate esperienze della sua famiglia, Giulio Cesare volle inoltre inserire nel testamento una specifica clausola per «[intimare] la privazione dell'eredità a favore della fabbrica di San Pietro a quello de' suoi Nipoti eredi, che avesse osato di contravvenire al disposto da lui riguardo la prima genitura.»
Le disposizioni testamentarie di Giulio Cesare dovettero trovare anche la sanzione imperiale perché, dopo la morte di tutti e tre i suoi nipoti (tra il 1579 e il 1595), fu effettivamente investito, come unico successore, Camillo II, figlio di Alfonso I, il quale, a fronte della situazione particolare di Francesco II (il cui unico figlio legittimo era comunque deceduto nell'infanzia) e della mancanza di discendenza di Camillo I, si era risolto a sposarsi solo nel 1569, a quasi quarant'anni, allo scopo di evitare l'estinzione della casata.
Alla morte di Filippo Alfonso Gonzaga, il 12 ottobre 1728, la dinastia, per via maschile, si estinse, e l'imperatore Carlo VI rifiutò di dare seguito al testamento del defunto conte in favore della sorella Ricciarda, che amministrò comunque la contea nella fase di interregno. La contea fu quindi confiscata dalla Camera aulica in quanto feudo imperiale vacante, e di essa fu poi investito, nel 1737, il duca di Modena Rinaldo I d'Este in riconoscimento dei servigi resi durante la guerra di successione polacca. La contea farà dunque parte degli Stati Estensi, dei quali seguì le sorti fino all'Unità d'Italia. 

Sebbene annessa dagli Estensi, la contea fu lasciata in usufrutto, fino alla sua morte nel 1768, a Ricciarda, ultima discendente dei Gonzaga di Novellara, che era vedova, dal 1731, del duca di Massa e Carrara Alderano I Cybo-Malaspina: la loro figlia Maria Teresa Cybo-Malaspina, dall'età di sei anni duchessa sovrana di Massa (sotto la reggenza della madre fino al 1744), divenne poi anche duchessa consorte (seppur separata) di Modena e Reggio, e quindi anche contessa del feudo avito di Novellara. 

Camillo I Gonzaga di Novellara
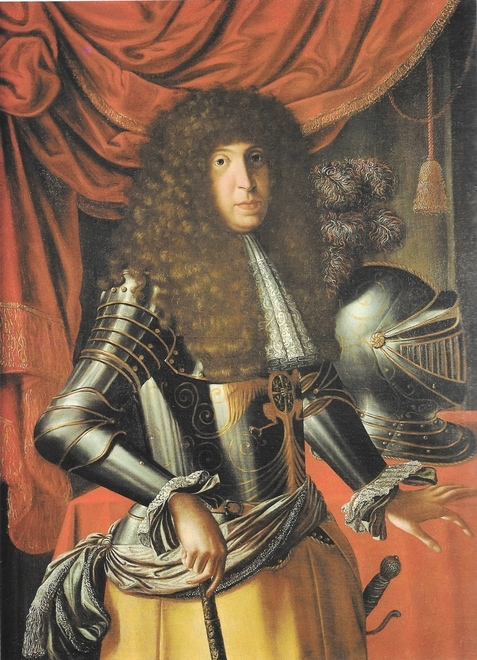
Camillo III Gonzaga di Novellara
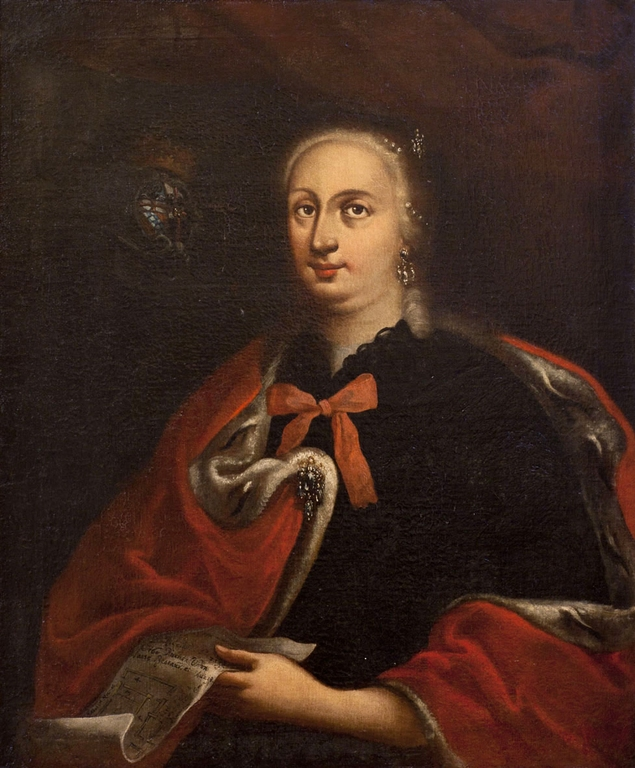
Ricciarda Gonzaga di Novellara

## Geografia
La contea di Novellara aveva una superficie assai limitata e per di più non si presentava come un'unica entità territoriale, ma era divisa in due nuclei. Occupava parte di quelli che attualmente sono i comuni di Novellara e Bagnolo in Piano, in provincia di Reggio Emilia. Gli unici due centri abitati erano Novellara e Bagnolo, entrambi dotati di fortificazioni ancora visibili. La Contea di Novellara confinava a nord e ad ovest con il ducato di Guastalla, ad est con la signoria di Correggio e con il ducato di Modena e Reggio, con il quale era adiacente anche a sud e ad ovest.

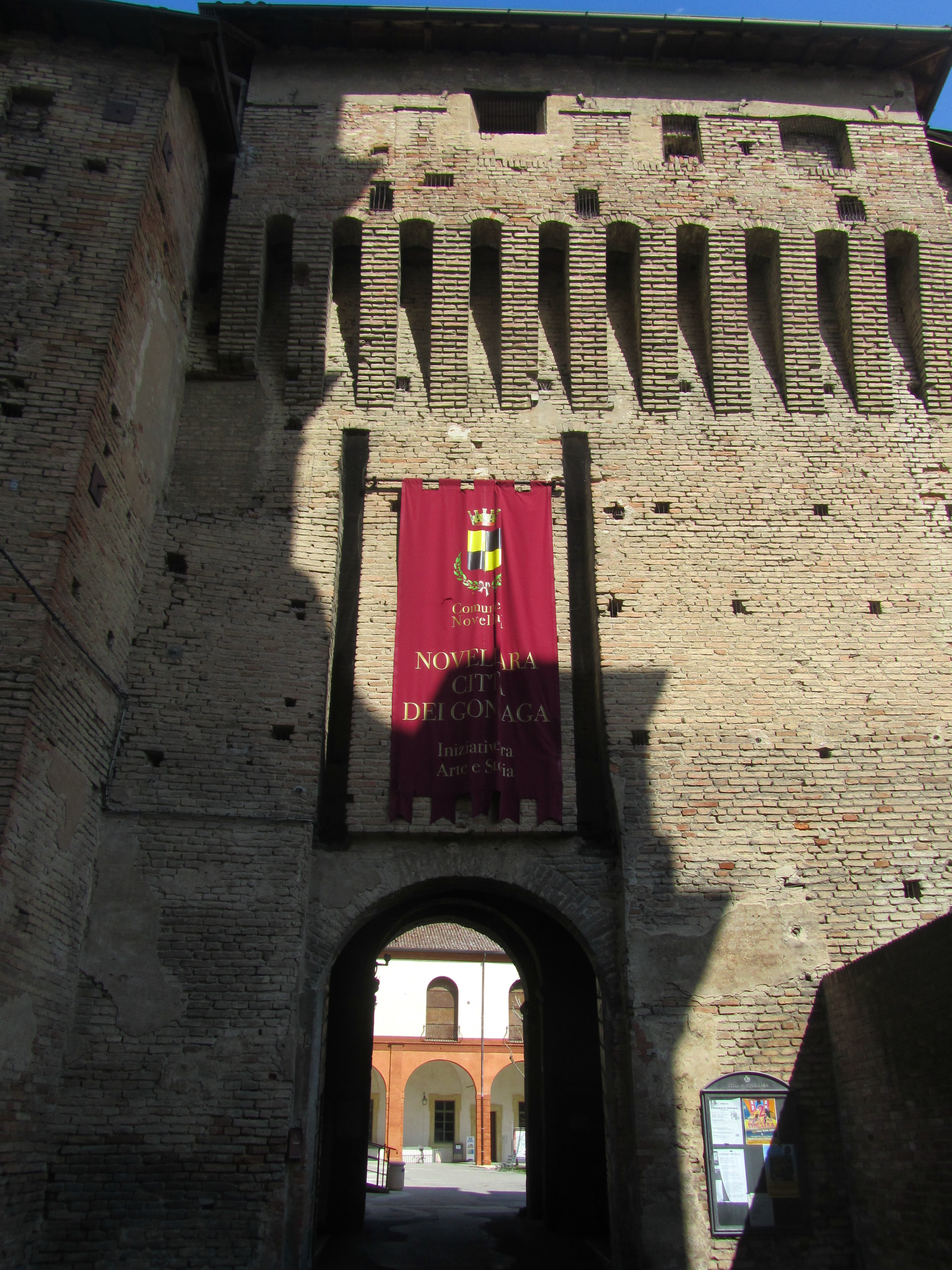
Rocca Novellara

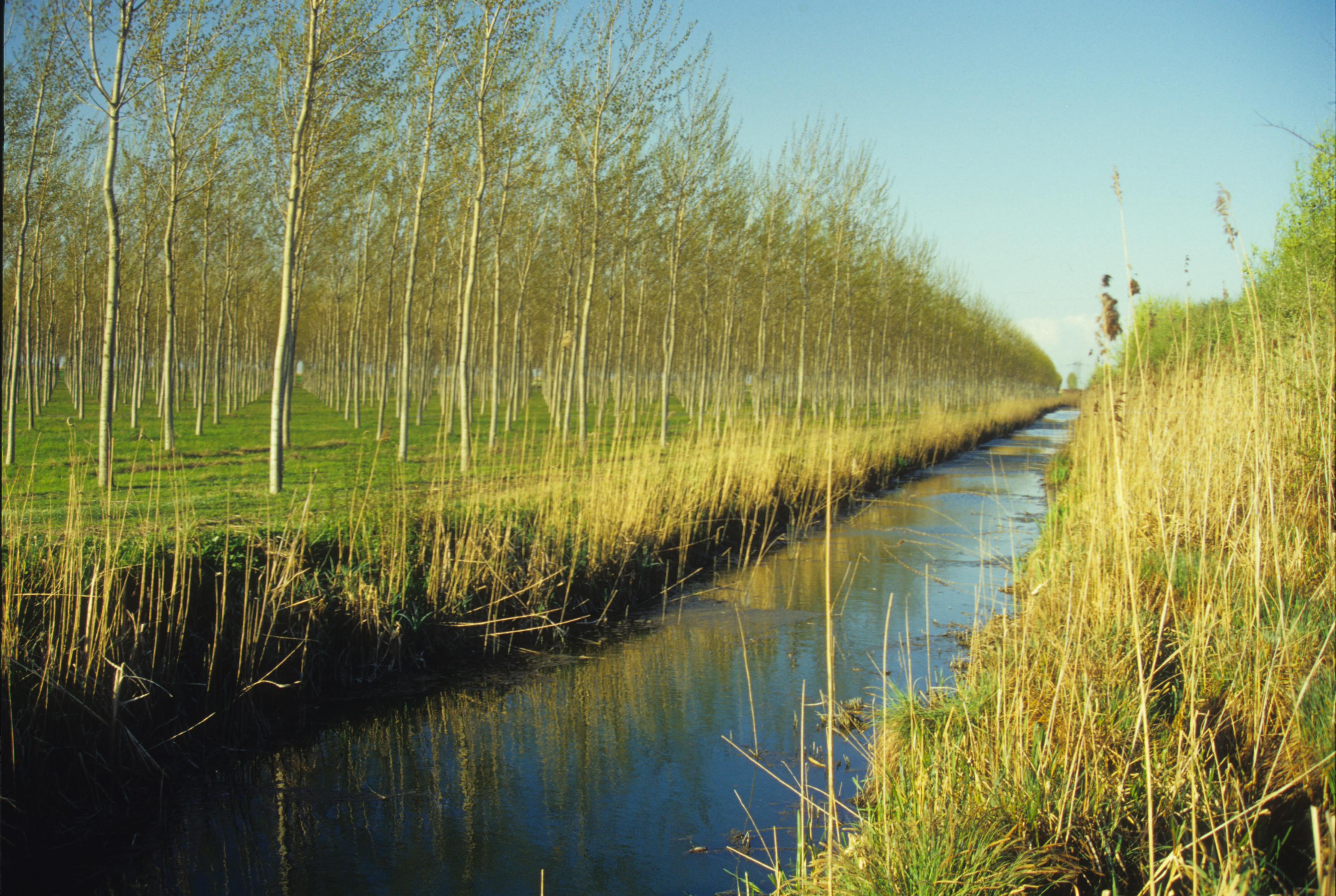
Valli Novellara
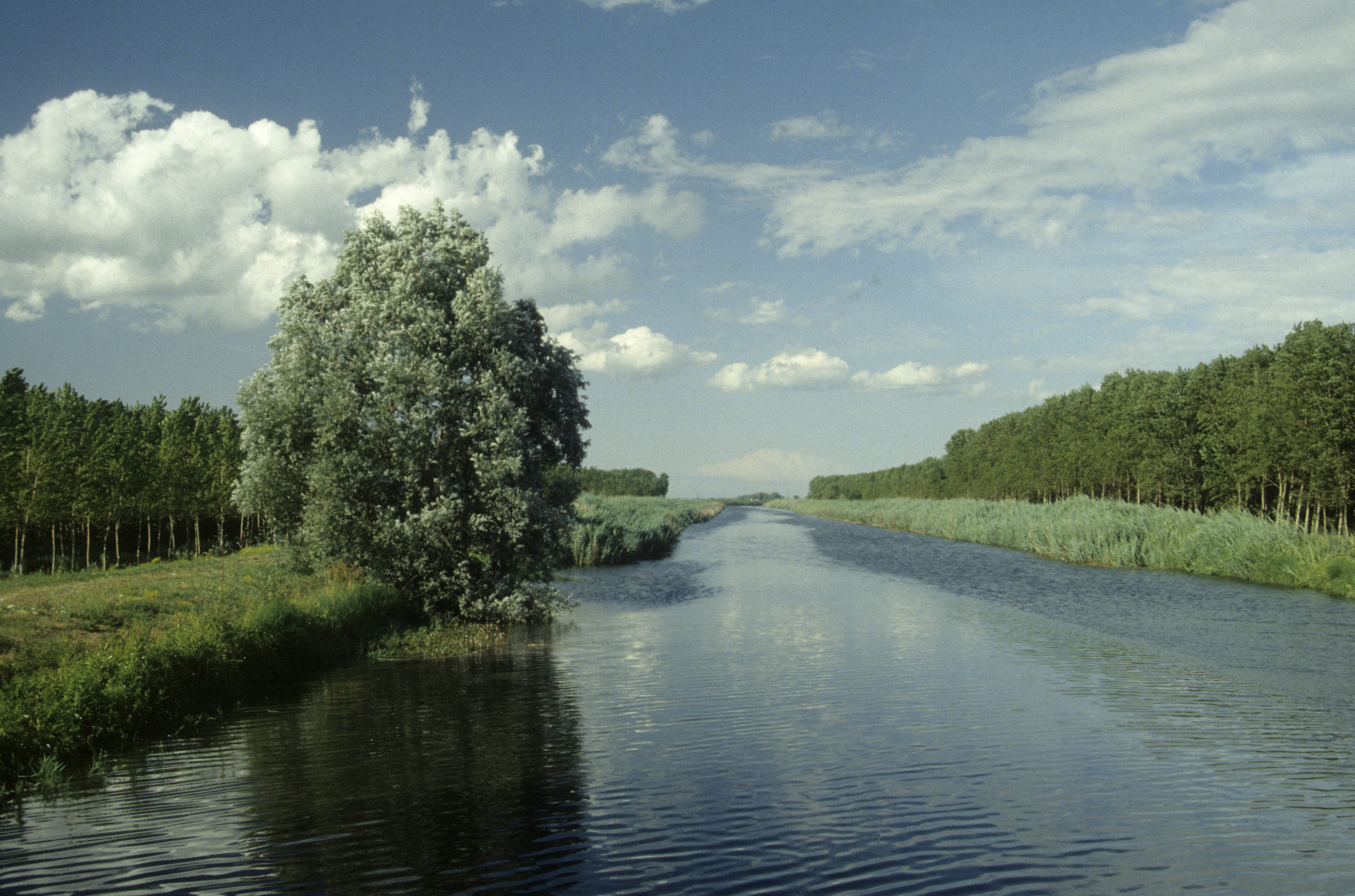
Canale Bondeno
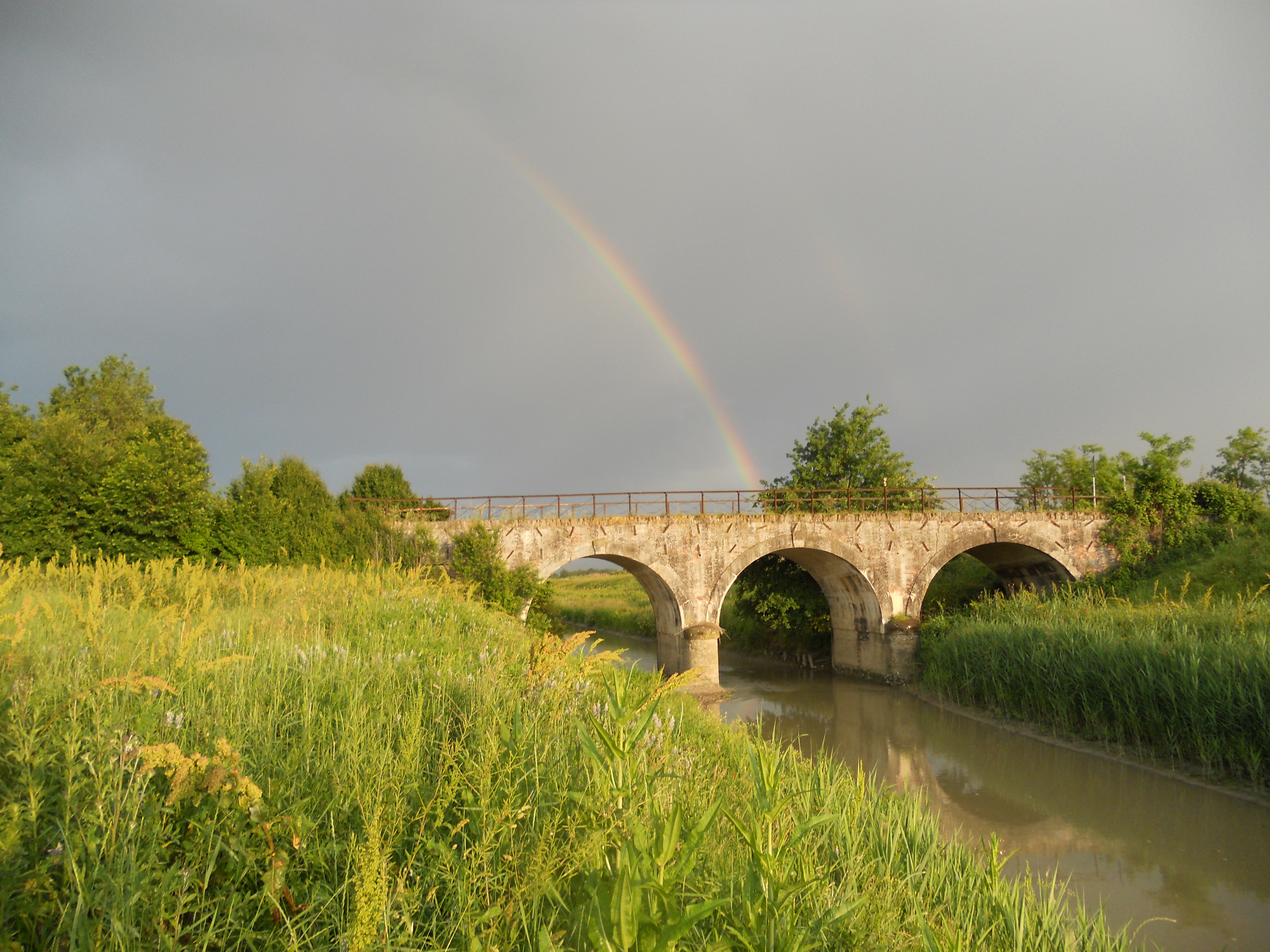
Ponte della Gatta
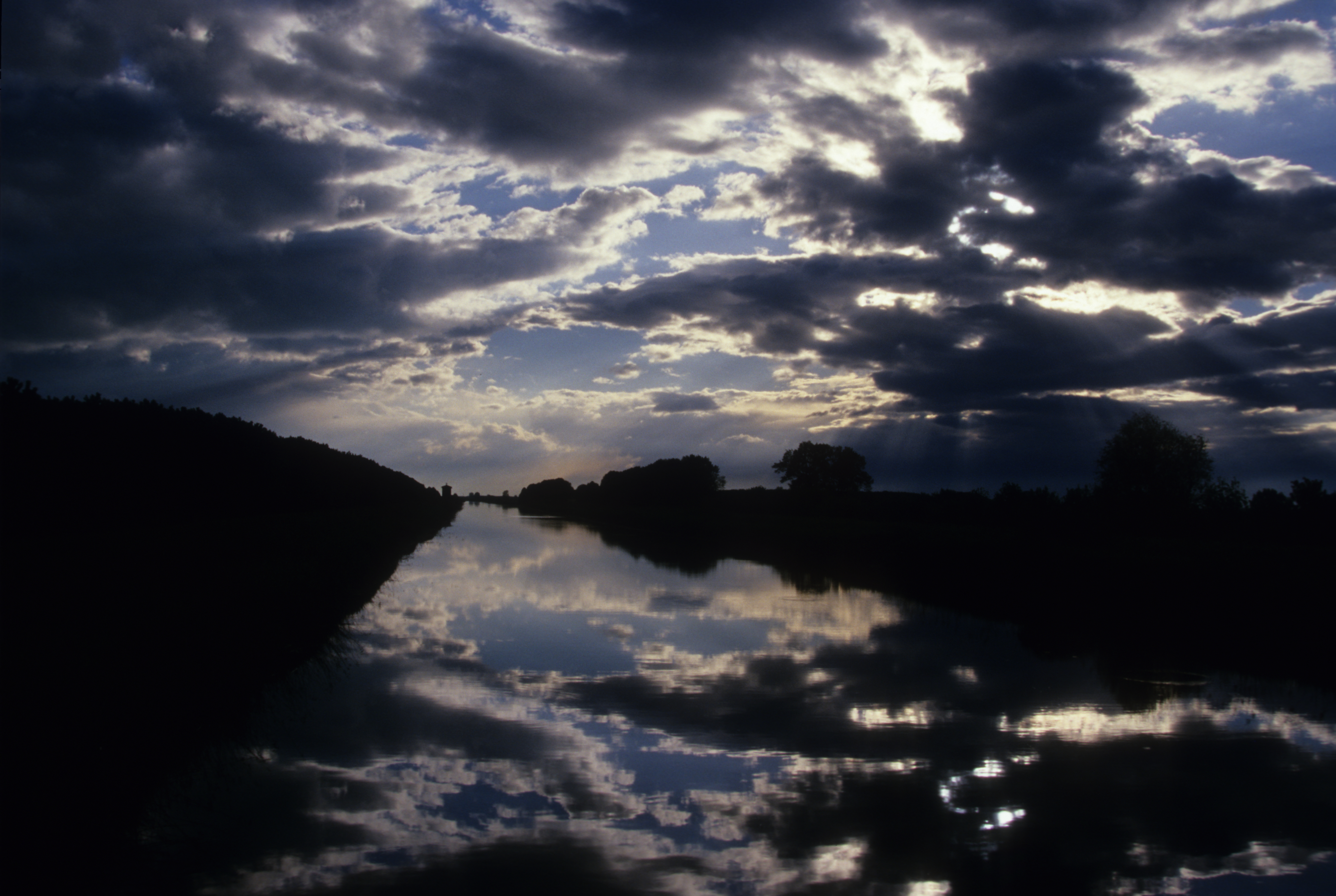
Tramonto fiuma
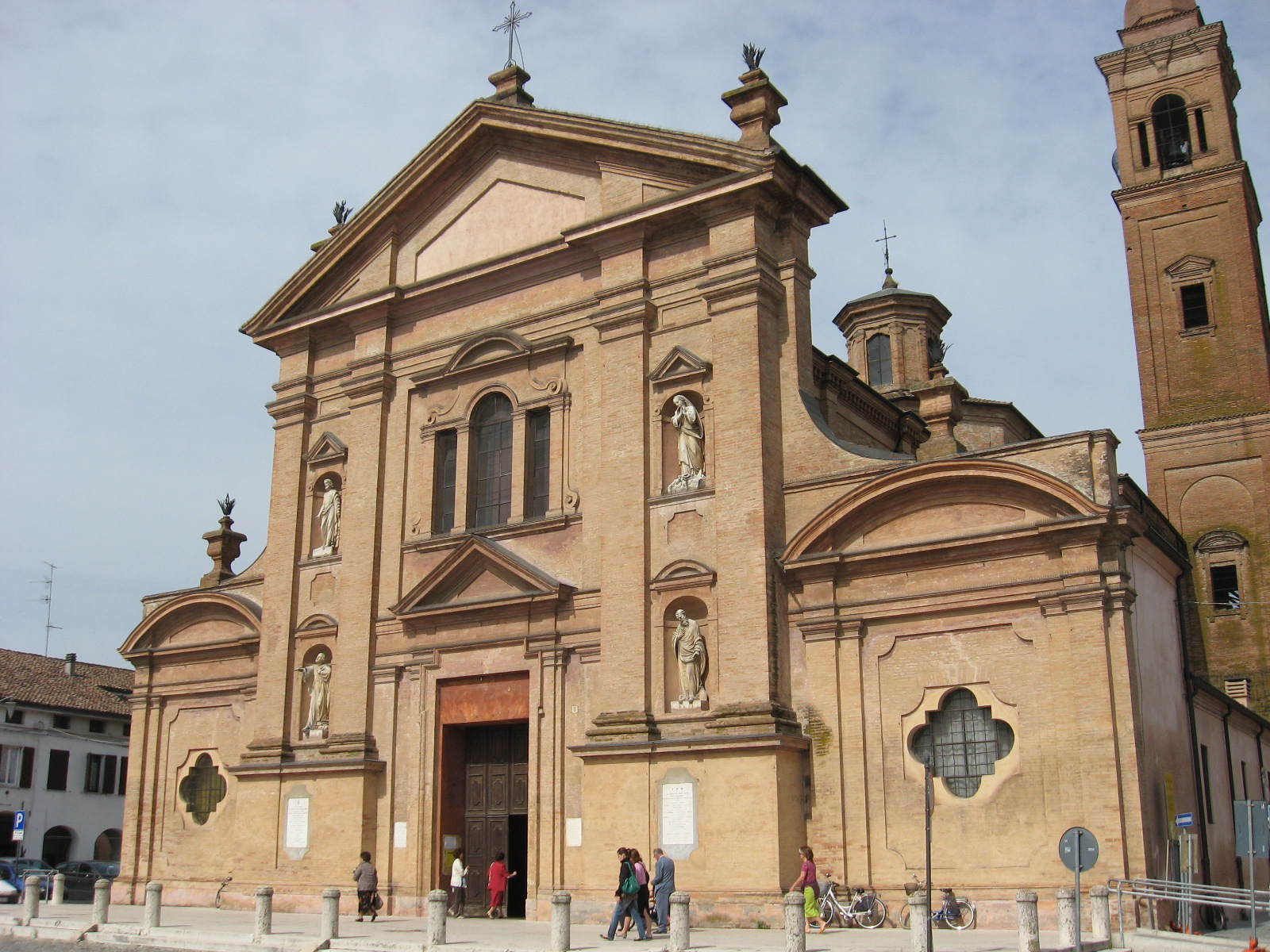
Collegiata di Santo Stefano
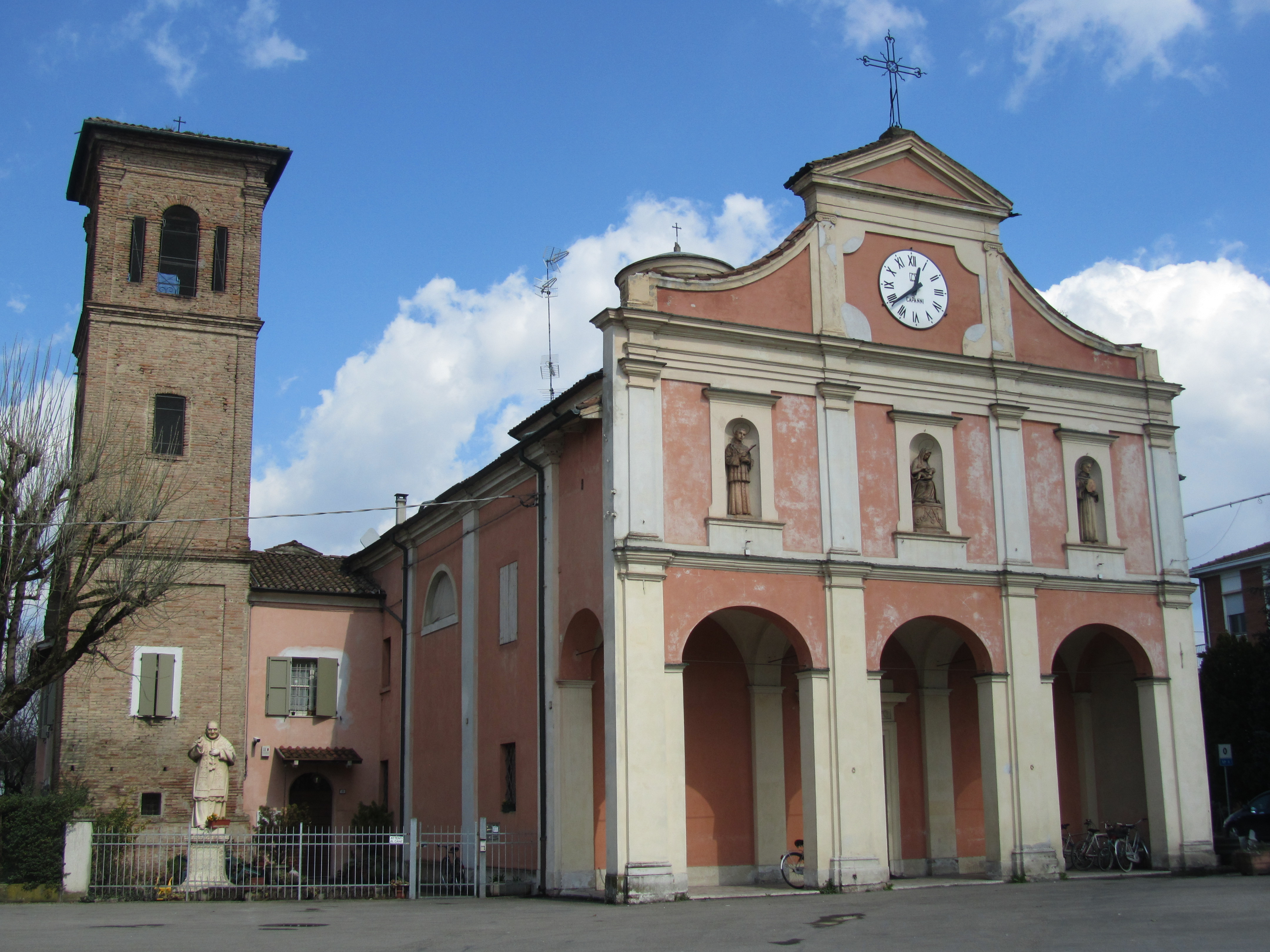
Santuario della Fossetta

Feltrino Gonzaga scelse di riservare per sé e la sua famiglia queste terre data la grande importanza che avevano, soprattutto dal punto di vista commerciale, per Reggio. Attraverso i territori dell'antica contea scorre ancora oggi il naviglio Tassone che, in passato, permetteva l'arrivo delle merci dal Po alla città emiliana, in mano agli eterni nemici Estensi. I Gonzaga di Novellara posero pesanti dazi su questa via d'acqua causando così gravi danni all'economia reggiana per diversi secoli.

## Signori di Novellara e di Bagnolo (1371-1501/1510)
- Feltrino (1330-1374), sposò Antonia da Correggio
- Guido (morto 1399), sposò Ginevra Malatesta
  - Signori di Bagnolo (dopo la divisione in due della signoria, alla morte di Guido Gonzaga) 
    - Feltrino II (morto nel 1424), sposò Antonia Gonzaga
    - Guido (morto nel 1456),

  - Signori di Novellara (dopo la divisione in due della signoria, alla morte di Guido Gonzaga)
    - Giacomo, signore solo di Novellara (morto nel 1441), sposò Ippolita Pio
- Consignori di Novellara e, dal 1456, di nuovo anche di Bagnolo
  - Giampietro Gonzaga (morto nel 1455)
  - Francesco I (morto nel 1484), sposò Costanza Strozzi
    - Giampietro, consignore di Novellara e Bagnolo dal 1484 al 1501; dal 1501 conte di Novellara e, dal 1510, anche di Bagnolo (1469-1515); sposò Caterina Torelli

  - Giorgio (morto nel 1487)
    - Giacomo Gonzaga Protonotario, consignore di Novellara e Bagnolo dal 1487, appoggia il cugino Giampietro contro i fratelli e lo nomina suo erede (morto 1503)[8]
    - Cristoforo Gonzaga, consignore di Novellara e Bagnolo dal 1487 e, dal 1501 al 1509, soltanto di Bagnolo
    - Marcantonio Gonzaga, consignore di Novellara e Bagnolo dal 1487 e, dal 1501 al 1509, soltanto di Bagnolo (morto nel 1509)
    - Guido Novello Gonzaga, consignore di Novellara e Bagnolo dal 1487 e, dal 1501 al 1509, soltanto di Bagnolo (morto nel 1519 ca)

## Conti di Novellara e, dal 1510, anche di Bagnolo (1501-1728)
| Durata in carica | Nome            | Nascita/morte | Matrimonio            |
| 1501-1515        | Giampietro      | (1469-1515)   | Caterina Torelli      |
| 1515 - 1530      | Alessandro I    | (1496-1530)   | Costanza da Correggio |
| 1530-1577        | Francesco II    | (1519-1577)   | Olimpia da Correggio  |
| 1530-1595        | Camillo I       | (1521-1595)   | Barbara Borromeo      |
| 1530-1589        | Alfonso I       | (1529-1589)   | Vittoria di Capua     |
| 1595-1640        | Camillo II      | (1581-1650)   | Caterina d'Avalos     |
| 1640-1644        | Alessandro II   | (?-1644)      | Anna Bevilacqua       |
| 1644-1650        | Camillo II      | (1581-1650)   | Caterina d'Avalos     |
| 1650-1678        | Alfonso II      | (1616-1678)   | Ricciarda Cybo        |
| 1678-1727        | Camillo III     | (1649-1727)   | Matilde d'Este        |
| 1727-1728        | Filippo Alfonso | (1702-1728)   | Eleonora Tanara       |

## Zecca di Novellara
Le emissioni di Novellara iniziarono nel 1533 e terminarono nel 1678, con la morte di Alfonso II. L'imperatore Carlo V, come già accennato, concesse ai conti di Novellara il diritto di battere moneta con diploma del 6 aprile 1533
Le monete coniate nei primi anni erano lo scudo d'oro, del valore di lire 7,0, le monete d'argento da 2 lire, il cavallotto d'argento, la parpagliola, il quattrino e il soldo in rame.
Oltre a queste monete ne sono citate anche altre o d'imitazione o contraffazione sia da Davolio che da Celestino Malagoli.